# Bittium arenaense
Bittium arenaense är en snäckart som beskrevs av Leo George Hertlein och Strong 1951. Bittium arenaense ingår i släktet Bittium och familjen Cerithiidae. Inga underarter finns listade i Catalogue of Life.